# Hercule-Louis Turinetti
Hercule Joseph Louis Turinetti, marquis de Prié (en italien, Ercole Giuseppe Lodovico Turinétti, marchese di Priero ; Turin, Piémont, 27 novembre 1658 - Vienne, dans la nuit du 11 au 12 janvier 1726) est un diplomate piémontais qui fut le premier ministre plénipotentiaire des Pays-Bas autrichiens sous le gouvernorat du prince Eugène de Savoie-Carignan.

## Carrière
Le marquis de Prié fut d'abord ambassadeur à Londres (1679 et 1682), puis à Vienne (1691-1701) pour le compte du duc de Savoie. Il fut le principal artisan de l'alliance entre l'Autriche et la Savoie (1703).
Passé au service de la maison d'Autriche, avec le consentement du duc Victor-Amédée II de Savoie, il fut commissaire auprès de l'armée d'Italie (1707), ambassadeur à Rome (1708-1714) et ministre plénipotentiaire aux Pays-Bas autrichiens (1716-1725). À ce titre il fut gouverneur des Pays-Bas autrichiens ad interim de 1716 à 1724. Il remplaçait à cette charge le gouverneur général en titre, Eugène de Savoie-Carignan, qui ne vint exercer réellement cette fonction, étant occupé par des affaires militaires loin des Pays-Bas.
Prié fut un gouverneur haï par la population de Bruxelles, comme l'avait été le duc d'Albe. Il s'en prit notamment aux lignages de Bruxelles et à François Anneessens.

## Titulature
Hercule Joseph Louis Turinetti était marquis de Prié, de Pancalier et de Cimena, comte de Mitte(r)bourg (Pazin), de Castillon (Castiglione), de Pertengo, de Cordua, d'Ostero, baron de Bonavalle et de Castereinero (en Piémont), comte de Pisino (en Istrie), seigneur de San Servolo et Castelnovo (it) (en Carniole), de Fridau et Rabenstein (en Autriche), de Saint-Miclos et de Bélavár (en Hongrie), grand d'Espagne de première classe, chevalier de l'ordre de l'Annonciade (1696).

## Décès
Le marquis de Prié est mort à Vienne dans la nuit du 11 au 12 janvier 1726, des suites d'une attaque d'apoplexie qu'il eut le 4 janvier.

## Famille

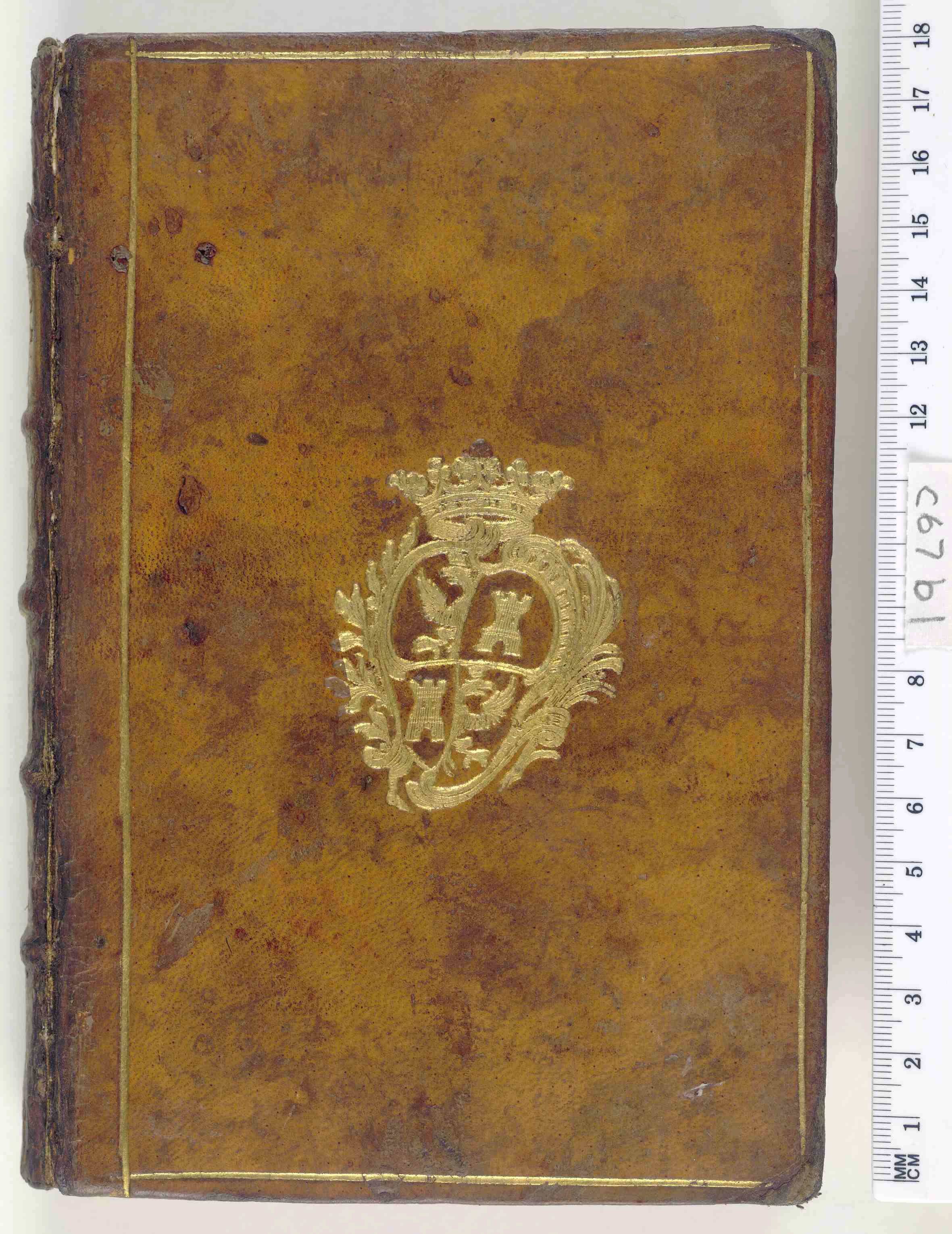
Livre aux armes de la famille Turinetti.

Hercule Joseph Louis Turinetti, marquis de Prié, est le fils de Louis-Georges Turinetti. Il épousa en 1684 Diane-Marie de Saluces († Turin, 1733), dame de la Croix étoilée, fille de Hyacinthe-Amédée de Saluces, marquis de Garessio, et de Lucrèce Provana. Ils eurent entre autres enfants :
1. Jean-Antoine Turinetti, marquis de Pancalier (ou Pacanglieri, ou Pancanglieri) (puis marquis de Prié et de Pancalier, comte de Mitterbourg, grand d'Espagne de la première classe), chambellan de S.M.I. et C. (1716), lieutenant-général d'infanterie, colonel-propriétaire du régiment de Prié, ambassadeur d'Autriche en Suisse (1734-1746), puis à Venise (1746)[9], qui épousa à Louvain le 6 février 1717, Marie-Victoire, baronne de Voordt, dame de la Croix étoilée, fille d'Edmond-Conrard, baron de Voordt, bourgmestre de Liège (1689, 1700 et 1713), gentilhomme de la chambre de S.A.S.E., membre de l'État noble du pays de Liège, et de Victoire-Maurice de Hulsberg dite Schaloen ; veuve de Gilles de Tollet, libre baron du Saint-Empire, général-major au service de S.M.I. et C., gouverneur de Hermannstadt (en Transylvanie)[10]. Le marquis de Pacanglieri et son épouse eurent en 1717 un fils, mort en 1781[11].
2. Charles-Joseph Turinetti, dit comte de Castiglione († Turin, 15 février 1731), qui épousa à Bruxelles en 1719[12] Maria Antonia Pimentel Idiáquez de Butrón Mújica Ibarra y Borja (° juillet 1686 – † 8 août 1728), 6e duchesse de Ciudad Real, 10e princesse d'Esquilache, 5e marquise de Taracena, 7e comtesse de Mayalde, 6e marquise de San Damián, 6e comtesse d'Aramayona, 6e comtesse de Biandrina, dame de Butrón et de Mújica, grande d'Espagne, fille d'Antoine Pimentel de Ibarra, 4e marquis de Taracena et d'Anne-Marie de Idiáquez de Borja Aragón, 5e comtesse d'Aramayona et 9e princesse d'Esquilache ; veuve de Louis-Melchior de Borja y Ponce de León, Centellas y Aragón (1665-1718), marquis de Taracena (du chef de sa femme), chevalier de l'ordre de Saint-Jacques, gouverneur d'Anvers[13]. Le comte et la comtesse de Catiglione n'eurent pas d'enfants.
3. Charlotte (ou Marie-Thérèse) Turinetti, qui épousa à Rome le 28 novembre 1711 le Joseph-Gobert de Lynden, comte d'Aspremont, de Reckhem, seigneur de Thiennes, Steenbecque, Blarenberg, Once, etc. (° 2 février 1694 – † Paris, 4 mars 1720)[14].
4. Maurice Turinetti, dit le comte de Castillon (Castiglione), colonel-commandant du régiment de son frère aîné.
5. Lucrèce Turinetti († 16 janvier 1779), dame de la Croix étoilée, qui épousa le 7 janvier 1729 Charles Joseph Léopold, comte de Lamberg (° 22 janvier 1704 – † 8 juillet 1739), chambellan de S.M.I. (1716), fils de Charles-Benoît et de Marie-Louise de Khevenhüller.